# فرشته‌ای سر میز من
فرشته‌ای سر میز من (انگلیسی: An Angel at My Table) فیلمی در ژانر زندگینامه‌ای به کارگردانی جین کمپیون است که در سال ۱۹۹۰ منتشر شد. از بازیگران آن می‌توان به کری فاکس اشاره کرد. این فیلم براساس کتاب‌های خودزندگینامه‌ای جنت فریم و بر اساس زندگی او ساخته شده‌است.